# Key Biscayne
Key Biscayne és una població dels Estats Units a l'estat de Florida. Segons el cens del 2000 tenia 10.507 habitants.

## Demografia
Segons el cens del 2000, Key Biscayne tenia 10.507 habitants, 4.259 habitatges, i 2.900 famílies. La densitat de població era de 3.169,4 habitants/km².
Dels 4.259 habitatges en un 32,3% hi vivien nens de menys de 18 anys, en un 58% hi vivien parelles casades, en un 7,7% dones solteres, i en un 31,9% no eren unitats familiars. En el 27,9% dels habitatges hi vivien persones soles el 9,5% de les quals corresponia a persones de 65 anys o més que vivien soles. El nombre mitjà de persones vivint en cada habitatge era de 2,47 i el nombre mitjà de persones que vivien en cada família era de 2,99.
Per edats la població es repartia de la següent manera: un 24,2% tenia menys de 18 anys, un 4,6% entre 18 i 24, un 29,6% entre 25 i 44, un 26% de 45 a 60 i un 15,6% 65 anys o més.
L'edat mediana era de 40 anys. Per cada 100 dones de 18 o més anys hi havia 84,8 homes.
La renda mediana per habitatge era de 86.599 $ i la renda mediana per família de 107.610 $. Els homes tenien una renda mediana de 86.322 $ mentre que les dones 46.765 $. La renda per capita de la població era de 54.213 $. Cap de les famílies i l'1,46% de la població estaven per davall del llindar de pobresa.

## Poblacions més properes
El següent diagrama mostra les poblacions més properes.